# Hromnice (svátek)

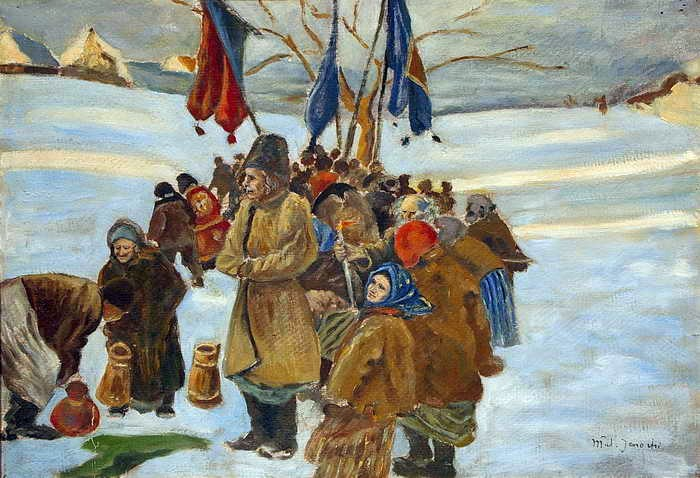
Svěcení vody na Hromnice v Karpatech. Počátek 20. století

Hromnice je označení svátku slaveného 2. února, kterému v křesťanství odpovídá svátek Uvedení Páně do chrámu.
V lidovém křesťanství se Hromnice staly důležitou oslavou přicházejícího jara, podobně jako keltský předkřesťanský svátek Imbolc. Svátek byl také spojen s ochranou před ohněm, bouří a bleskem, jak napovídá jeho název. Nejznámějším příkladem této víry je svěcení svící, takzvaných hromniček, prováděné v tento den. Hromničky dávali lidé do oken na ochranu domácnosti před bleskem, který způsoboval požár nebo usmrcoval lidi a dobytek. K Hromnicím se v českém prostředí váže nejvíce pranostik, kolem čtyřiceti. Nejznámější pranostika „Na Hromnice o hodinu více“ říká, že slunce zapadá o hodinu poději než v době zimního slunovratu (zpravidla 21. prosince). Délka dne je však v Česku na začátku února již delší dokonce o více než hodinu. Na Hromnice se tradičně sklízel betlém a někde také vánoční stromek.

## Křesťanství

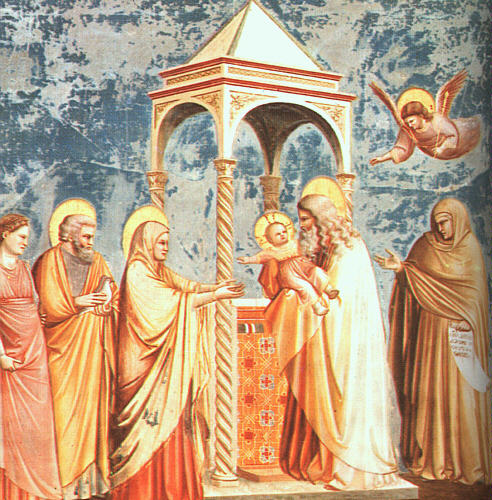
Uvedení do chrámu, freska od Giotta v Cappella degli Scrovegni, Padova (kolem roku 1305)

Svátek připomíná událost z evangelií (Lk 2,22-38), kdy Ježíšova matka Maria přinesla podle židovského obyčeje svého syna 40. dne po narození do jeruzalémského chrámu, aby jej zasvětila jako prvorozeného Bohu. Zde se setkává s prorokyní Annou a spravedlivým Simeonem, který Ježíše nazval „světlem k osvícení národů“.
Od tohoto Simeonova proroctví o Ježíši-světle pochází zvyk, který se začal šířit zřejmě od 11. století: v tento den se světily svíčky „hromničky“, které se během bouřek zapálené dávaly do oken a měly spolu s modlitbou chránit před bleskem. Tímto dnem také dříve končila vánoční doba a sklízely se betlémy z chrámů, často i z domácností.
Protože je tradičně tento svátek spojován také s ochotou zasvětit svůj život poslání, které člověk dostává, je dnes v katolické církvi tento svátek slaven také jako Den zasvěceného života (tj. řeholníků a řeholnic).